# Move super tune -BEST SELECTIONS-
『move super tune -BEST SELECTIONS-』（ムーブスーパーチューンベストセレクション）は、2002年12月4日に発売した、move初のベストアルバムである。また、2002年12月11日に発売されたベストビデオクリップ集。

## 概要
- デビューの1997年から2002年までの楽曲のうち、t-kimuraが18曲（うちシングル曲は11曲）セレクト。それらにノンストップ・ミックスを施している。
- このベストアルバムの為に、収録曲はボーカル・ラップを全て再収録。一部では編曲もやり直している。
- カーステレオでの再生を前提に、CD-TEXT仕様とする等、『頭文字D』で知名度を上げたグループならではの配慮がなされている。

## 収録曲

### CD
1. Gamble Rumble
  - 映画『頭文字D Third Stage』主題歌
2. LET'S ROCK!!
3. around the world
  - フジテレビジョン系アニメ『頭文字D』オープニングテーマソング
4. ROCK IT DOWN
  - テレビ東京系『ASAYAN』エンディングテーマソング
5. platinum
  - テレビ東京系『スキヤキ!!ロンドンブーツ大作戦』オープニングテーマソング
6. Rage your dream
  - フジテレビ系アニメ『頭文字D』エンディングテーマ
7. sweet vibration
  - たかの友梨ビューティクリニックコマーシャルソング
  - TBS系『COUNT DOWN TV』エンディングテーマソング
8. Operation Overload 7
9. 7 DAYS OF LOVE
10. Extasy - in my dream -
11. come together
  - TBS系『ワンダフル』オープニングテーマソング
12. U.S.A.
13. Blazin' Beat
  - フジテレビ系アニメ『頭文字DーSecond Stageー』オープニングテーマソング
14. SUPER SONIC DANCE
  - テレビ東京系『スキヤキ!!ロンドンブーツ大作戦』エンディングテーマソング
15. strike on
  - 映画『頭文字D Third Stage』挿入歌
16. FUTURE BREEZE
  - TBS系『CDTV-Neo』オープニングテーマソング
17. ¡WAKE YOUR LOVE!
  - テレビ東京系アニメ『アソボット戦記五九』エンディングテーマ
18. silent white ?

## DVD
正式タイトルは「move super tune DVD - BEST SELECTIONS -」。エイベックスのスペシャルプライスDVDキャンペーンの内の一本として発売された。「move super tune -BEST SELECTIONS-」に収録されているシングル曲のPVが収録されている。
1. ¡WAKE YOUR LOVE!
2. FUTURE BREEZE
3. come together
4. SUPER SONIC DANCE
5. Gamble Rumble
6. sweet vibration
7. Blazin' Beat
8. platinum
9. Rage your dream
10. around the world
11. ROCK IT DOWN